# Beispruchsrecht
Als Beispruchsrecht bezeichnet man eine Verfügungsbeschränkung, welche vor allem im germanischen Recht bis hinein ins Mittelalter, aber auch in den altorientalischen Rechtsordnungen, gut bezeugt ist. Es bewirkte, dass ein Grundstück grundsätzlich nicht ohne vorherige Genehmigung durch die nächsten Erben, die so genannte Erbenlaub, verkauft werden konnte. Ihm lag die Idee eines Vorrangs der Rechte einer Sippe gegenüber den subjektiven Rechten eines Individuums, auch eines Sippenoberhauptes, zugrunde. Bei einer Veräußerung ohne Erbenlaub konnte der Erbe gegenüber dem Erwerber einen Herausgabeanspruch geltend machen.
Die Grundlage des Beispruchsrechts war das alte Sippeneigentum an Grund und Boden. Es hielt sich im deutschsprachigen Raum am längsten im sächsischen und im thüringischen Recht, wurde aber schon im Hochmittelalter weitgehend abgebaut. An seine Stelle trat das Näherrecht.